# Ковалёва, Татьяна Петровна

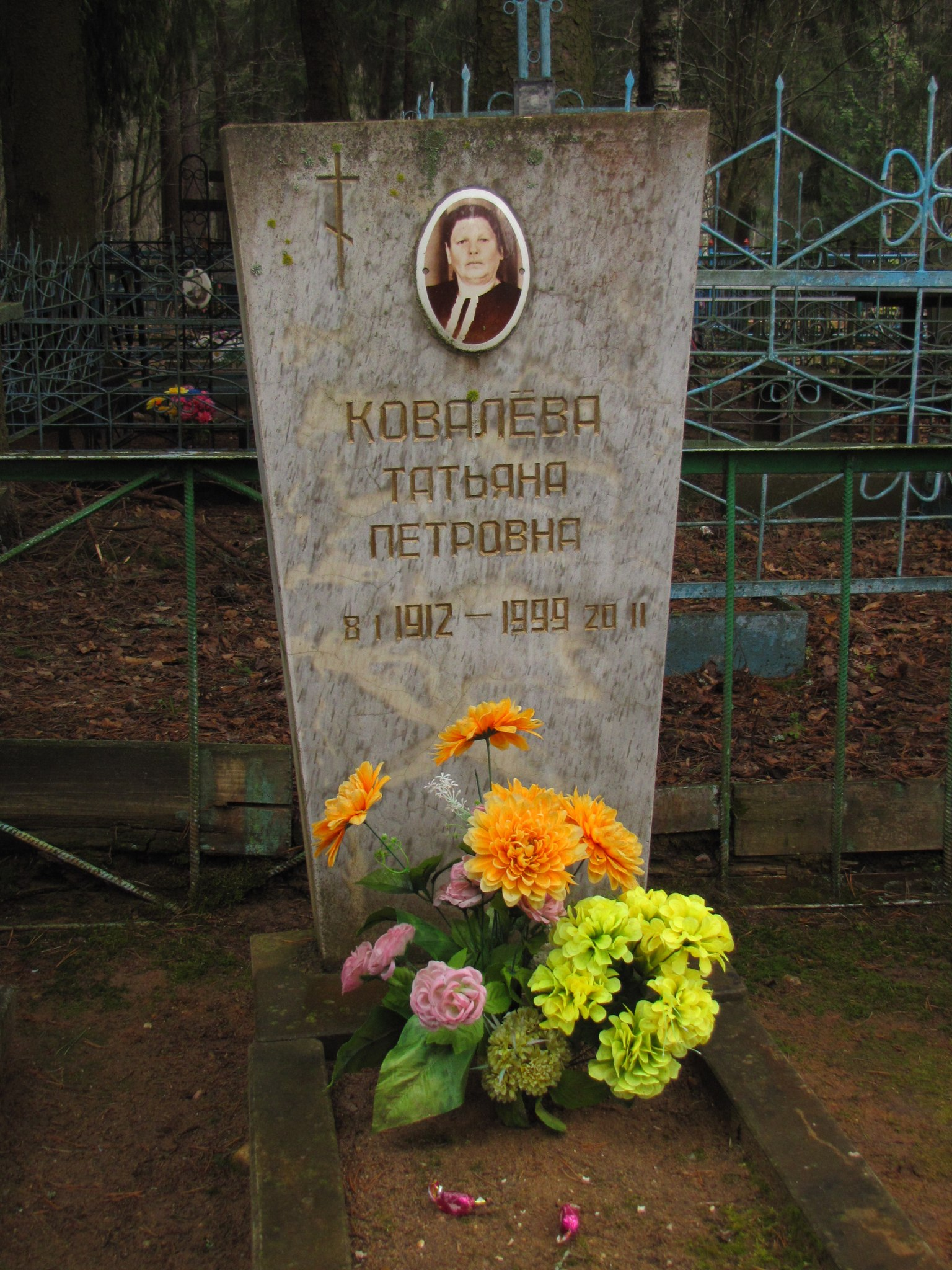
Могила Ковалёвой в Пронькино.

Татьяна Петровна Ковалёва (1912—1999) — прядильщица, Герой Социалистического Труда (1960).

## Биография
Татьяна Ковалёва родилась 8 января 1912 года в городе Ярцево (ныне — Смоленская область) в семье рабочего местной хлопчатобумажной фабрики. Рано осталась без родителей, была вынуждена работать по найму. Долгое время была неграмотной, лишь в 1932 году окончила два класса вечерней школы. С 1930 года работала ватерщицей на Ярцевской прядильно-ткацкой фабрике. В июле 1941 года была отправлена в эвакуацию в Башкирскую АССР, работала в колхозе в деревне Шланокуль Буздякского района. С августа 1942 года Ковалёва работала на ярославской фабрике «Красный Перекоп».
После освобождения Смоленской области Ковалёва вернулась на родину, участвовала в восстановлении Ярцевской прядильно-ткацкой фабрики. Работала грузчицей, планочницей, помощницей мастера. В совершенстве освоила несколько смежных специальностей, была инициатором многих мероприятий, приведших к повышению производительности труда работников, качества продукции. Ковалёва первой на фабрике перешла на уплотнённое обслуживание оборудования. Во время активной пропаганды деятельности прядильщицы Валентины Гагановой Ковалёва по её примеру возглавила отстающий комплект фабрики и вывела его в передовые.
Указом Президиума Верховного Совета СССР от 7 марта 1960 года за «выдающиеся достижения в труде» Татьяна Ковалёва была удостоена высокого звания Героя Социалистического Труда с вручением ордена Ленина и медали «Серп и Молот».
В 1967 году Ковалёва вышла на пенсию. Активно занималась общественной и политической деятельностью. Избиралась делегатом XXI и XXII съездов КПСС, членом Ярцевского городского комитета КПСС.
Умерла 20 февраля 1999 года, похоронена на кладбище посёлка Пронькино Ярцевского района Смоленской области.